# Llista de topònims de Sant Mateu de Bages
Llista de topònims (noms propis de lloc) del municipi de Sant Mateu de Bages, al Bages
Informació actualitzada per un bot. Els canvis manuals es perdran quan s'actualitzi!

## casa
| imatge | Nom                                                                | Ubicat a            | instància de | Detalls                                  | coordenades | Protecció | Commons (més fotos) | Dades a WD                    |
| ------ | ------------------------------------------------------------------ | ------------------- | ------------ | ---------------------------------------- | --- | --------- | ------------------- | ----------------------------- |
|        | Ca l'Espelta                                                       | Sant Mateu de Bages | casa         | 19th century                             | 41° 50′ 53″ N, 1° 43′ 20″ E / 41.84807°N,1.72218°E ca:Carretera de Cardona, 13. Colònia Valls de Torroella. Demarcació de Valls de Torroella |           |                     | Modifica les dades a Wikidata |
|        | Ca la Pastora                                                      | Sant Mateu de Bages | casa         | Estil: arquitectura popular 19th century | 41° 50′ 53″ N, 1° 43′ 20″ E / 41.84817°N,1.72213°E ca:Carretera de Cardona, 12. Colònia Valls de Torroella. Demarcació de Valls de Torroella |           |                     | Modifica les dades a Wikidata |
|        | Casa per a directius a la fàbrica de la colònia Valls de Torroella | Sant Mateu de Bages | casa         | 20th century                             | 41° 50′ 49″ N, 1° 43′ 15″ E / 41.84692°N,1.72077°E ca:Colònia Valls de Torroella. Demarcació de Valls de Torroella                           |           |                     | Modifica les dades a Wikidata |
|        | casa de l'Amo de la colònia Valls de Torroella                     | Sant Mateu de Bages | casa         | 20th century                             | 41° 50′ 49″ N, 1° 43′ 12″ E / 41.84697°N,1.72007°E ca:Colònia Valls de Torroella. Demarcació de Valls de Torroella                           |           |                     | Modifica les dades a Wikidata |
|        | casa del Director de la colònia Valls de Torroella                 | Sant Mateu de Bages | casa         | 20th century                             | 41° 50′ 48″ N, 1° 43′ 12″ E / 41.84674°N,1.72007°E ca:Colònia Valls de Torroella. Demarcació de Valls de Torroella                           |           |                     | Modifica les dades a Wikidata |

## castell
| imatge | Nom                              | Ubicat a            | instància de                 | Detalls                                   | coordenades                                                                                         | Protecció                                            | Commons (més fotos)                            | Dades a WD                    |
| ------ | -------------------------------- | ------------------- | ---------------------------- | ----------------------------------------- | --------------------------------------------------------------------------------------------------- | ---------------------------------------------------- | ---------------------------------------------- | ----------------------------- |
|        | Castell de Castelltallat         | Castelltallat       | castell jaciment arqueològic | 10th century                              | 41° 47′ 38″ N, 1° 37′ 57″ E / 41.7939°N,1.63239°E 893 msnm                                          | bé d'interès cultural bé cultural d'interès nacional | Castell de Castelltallat (Sant Mateu de Bages) | Modifica les dades a Wikidata |
|        | Castell de Claret dels Cavallers | Castelltallat       | castell                      | 12nd century                              | 41° 49′ 18″ N, 1° 38′ 48″ E / 41.821647°N,1.646556°E ca:Claret dels Cavallers 589 msnm              | bé d'interès cultural bé cultural d'interès nacional | Castell de Claret dels Cavallers               | Modifica les dades a Wikidata |
|        | Castell de Coaner                | Coaner              | castell                      | Estil: arquitectura romànica 12nd century | 41° 49′ 58″ N, 1° 42′ 48″ E / 41.8328°N,1.71333°E ca:Nucli de Coaner. Demarcació de Coaner 380 msnm | bé d'interès cultural bé cultural d'interès nacional | Castell de Coaner                              | Modifica les dades a Wikidata |
|        | Castell de Sant Mateu            | Sant Mateu de Bages | castell                      | 10th century                              | 41° 48′ 04″ N, 1° 44′ 31″ E / 41.801076°N,1.741831°E ca:Demarcació de Sant Mateu de Bages 534 msnm  | bé d'interès cultural bé cultural d'interès nacional | Castell de Sant Mateu                          | Modifica les dades a Wikidata |

## collada
| imatge | Nom                                 | Ubicat a                       | instància de | Detalls | coordenades                                                       | Protecció | Commons (més fotos) | Dades a WD                    |
| ------ | ----------------------------------- | ------------------------------ | ------------ | ------- | ----------------------------------------------------------------- | --------- | ------------------- | ----------------------------- |
|        | Collet Alt                          | la Molsosa Sant Mateu de Bages | collada      |         | 41° 46′ 57″ N, 1° 35′ 34″ E / 41.78243333°N,1.59289722°E 816 msnm |           |                     | Modifica les dades a Wikidata |
|        | la Plaça de Sant Jaume (la Molsosa) | la Molsosa Sant Mateu de Bages | collada      |         | 41° 46′ 46″ N, 1° 35′ 34″ E / 41.77940278°N,1.59281389°E 824 msnm |           |                     | Modifica les dades a Wikidata |

## conjunt d'edificis
| imatge | Nom                                      | Ubicat a            | instància de       | Detalls      | coordenades | Protecció | Commons (més fotos) | Dades a WD                    |
| ------ | ---------------------------------------- | ------------------- | ------------------ | ------------ | --- | --------- | ------------------- | ----------------------------- |
|        | Fàbrica de la colònia Valls de Torroella | Sant Mateu de Bages | conjunt d'edificis | 20th century | 41° 50′ 49″ N, 1° 43′ 14″ E / 41.84695°N,1.72045°E ca:Colònia Valls de Torroella. Demarcació de Valls de Torroella                                      |           |                     | Modifica les dades a Wikidata |
|        | Pisos de la carretera de Cardona         | Sant Mateu de Bages | conjunt d'edificis | 20th century | 41° 50′ 52″ N, 1° 43′ 19″ E / 41.84771°N,1.72185°E ca:Carretera de Cardona, núms. 4-11. Colònia de Valls de Torroella. Demarcació de Valls de Torroella |           |                     | Modifica les dades a Wikidata |

## creu de terme
| imatge | Nom                       | Ubicat a            | instància de  | Detalls | coordenades | Protecció | Commons (més fotos) | Dades a WD                    |
| ------ | ------------------------- | ------------------- | ------------- | ------- | --- | --------- | ------------------- | ----------------------------- |
|        | Creu Escapçada            | Castelltallat       | creu de terme | 2009    | 41° 48′ 34″ N, 1° 40′ 35″ E / 41.8095064860827°N,1.6762799954227188°E ca:Al límit entre els termes històrics de Sant Mateu de Bages i Castelltallat 812 msnm |           |                     | Modifica les dades a Wikidata |
|        | Creu Grossa               | Castelltallat       | creu de terme | 1906    | 41° 47′ 48″ N, 1° 37′ 17″ E / 41.79655614006267°N,1.6213352662109888°E ca:Demarcació de Catelltallat 890 msnm                                                |           |                     | Modifica les dades a Wikidata |
|        | creu de la Pedra dreta    | Sant Mateu de Bages | creu de terme |         | 41° 47′ 51″ N, 1° 44′ 09″ E / 41.797456033304734°N,1.7358730682946186°E                                                                                      |           |                     | Modifica les dades a Wikidata |
|        | creu de la Sala           | Sant Mateu de Bages | creu de terme |         | 41° 49′ 19″ N, 1° 43′ 19″ E / 41.8219924856558°N,1.72195639437835°E 666 msnm                                                                                 |           |                     | Modifica les dades a Wikidata |
|        | creu de la plaça de Salo  | Sant Mateu de Bages | creu de terme |         | 41° 50′ 42″ N, 1° 38′ 39″ E / 41.844884738325035°N,1.644041680576006°E                                                                                       |           |                     | Modifica les dades a Wikidata |
|        | creu de terme de Fontanet | Sant Mateu de Bages | creu de terme |         | 41° 47′ 23″ N, 1° 43′ 22″ E / 41.789853610886226°N,1.722673128883201°E                                                                                       |           |                     | Modifica les dades a Wikidata |
|        | creu de terme de Salo     | Sant Mateu de Bages | creu de terme |         | 41° 50′ 37″ N, 1° 38′ 34″ E / 41.84349360249791°N,1.6427574217527732°E                                                                                       |           |                     | Modifica les dades a Wikidata |
|        | creu de terme de Vilalta  | Sant Mateu de Bages | creu de terme |         | 41° 47′ 55″ N, 1° 40′ 28″ E / 41.79874285509275°N,1.6743333102251845°E                                                                                       |           |                     | Modifica les dades a Wikidata |
|        | creu de terme del Prat    | Sant Mateu de Bages | creu de terme |         | 41° 47′ 20″ N, 1° 43′ 04″ E / 41.7888718673082°N,1.7177516968951685°E                                                                                        |           |                     | Modifica les dades a Wikidata |
|        | creu del Ros              | Castelltallat       | creu de terme | 1950    | 41° 47′ 42″ N, 1° 37′ 52″ E / 41.79507693752065°N,1.631126557572694°E ca:Prop de la Casanova. Demarcació de Castelltallat 847 msnm                           |           |                     | Modifica les dades a Wikidata |

## curs d'aigua
| imatge | Nom                              | Ubicat a                                               | instància de | Detalls                                                  | coordenades | Protecció | Commons (més fotos) | Dades a WD                    |
| ------ | -------------------------------- | ------------------------------------------------------ | ------------ | -------------------------------------------------------- | --- | --------- | ------------------- | ----------------------------- |
|        | Barranc de Claret dels Cavallers | Sant Mateu de Bages                                    | curs d'aigua | Desemboca: Riera de Coaner Llarg: 2.06km Conca: 79.7ha   | 41° 48′ 22″ N, 1° 39′ 26″ E / 41.806038055555554°N,1.6572811111111112°E 41° 49′ 24″ N, 1° 39′ 04″ E / 41.82332194444445°N,1.6511819444444444°E |           |                     | Modifica les dades a Wikidata |
|        | Barranc de la Rovira             | Sant Mateu de Bages                                    | curs d'aigua | Desemboca: Riera de Coaner Llarg: 1km Conca: 39.6ha      | 41° 49′ 08″ N, 1° 40′ 11″ E / 41.81883111111111°N,1.6698130555555557°E 41° 49′ 36″ N, 1° 39′ 54″ E / 41.82679111111111°N,1.6649519444444445°E  |           |                     | Modifica les dades a Wikidata |
|        | Barranc del Semís                | Sant Mateu de Bages                                    | curs d'aigua | Desemboca: Riera de Coaner Llarg: 2.15km Conca: 164.1ha  | 41° 49′ 04″ N, 1° 41′ 35″ E / 41.81789888888889°N,1.6929730555555556°E 41° 49′ 44″ N, 1° 40′ 44″ E / 41.82888805555555°N,1.678858888888889°E   |           |                     | Modifica les dades a Wikidata |
|        | Cardener                         | Solsonès Bages                                         | curs d'aigua | Desemboca: Llobregat Llarg: 87km Conca: 1374km²          | 42° 10′ 54″ N, 1° 34′ 44″ E / 42.181581°N,1.578805°E 41° 40′ 47″ N, 1° 51′ 10″ E / 41.679718°N,1.852642°E                                      |           | Cardener River      | Modifica les dades a Wikidata |
|        | la Rasa                          | la Molsosa Sant Mateu de Bages                         | curs d'aigua | Desemboca: Riera de Coaner Llarg: 9.51km Conca: 17.44km² | 41° 47′ 41″ N, 1° 34′ 01″ E / 41.79464194444444°N,1.5669019444444443°E 41° 49′ 20″ N, 1° 38′ 54″ E / 41.822181111111114°N,1.648358888888889°E  |           |                     | Modifica les dades a Wikidata |
|        | rasa de Mascaró                  | Sant Mateu de Bages                                    | curs d'aigua | Desemboca: riera de Barrina Llarg: 1.85km Conca: 89.3ha  | 41° 47′ 38″ N, 1° 36′ 31″ E / 41.79392194444444°N,1.6085069444444444°E 41° 48′ 26″ N, 1° 36′ 34″ E / 41.807183888888886°N,1.6095680555555556°E |           |                     | Modifica les dades a Wikidata |
|        | rasa de Sant Genís               | Sant Mateu de Bages Cardona                            | curs d'aigua | Desemboca: riera de Salo Llarg: 3km Conca: 281.1ha       | 41° 52′ 04″ N, 1° 37′ 36″ E / 41.86764888888889°N,1.6266969444444443°E 41° 50′ 58″ N, 1° 38′ 42″ E / 41.84932111111111°N,1.6449719444444444°E  |           |                     | Modifica les dades a Wikidata |
|        | rasa del Clot de les Carboneres  | la Molsosa Sant Mateu de Bages                         | curs d'aigua | Desemboca: riera de Barrina Llarg: 2.29km Conca: 126.8ha | 41° 47′ 18″ N, 1° 35′ 00″ E / 41.788305°N,1.5833530555555555°E 41° 48′ 20″ N, 1° 36′ 04″ E / 41.80568888888889°N,1.601075°E                    |           |                     | Modifica les dades a Wikidata |
|        | rasa dels Gavatxs                | Sant Mateu de Bages                                    | curs d'aigua | Desemboca: riera de Salo Llarg: 1.22km Conca: 121ha      | 41° 51′ 06″ N, 1° 40′ 42″ E / 41.85154194444444°N,1.6783019444444442°E 41° 50′ 39″ N, 1° 41′ 18″ E / 41.84406194444445°N,1.6884719444444445°E  |           |                     | Modifica les dades a Wikidata |
|        | riera de Barrina                 | la Molsosa Sant Mateu de Bages                         | curs d'aigua | Desemboca: la Rasa Llarg: 2.38km Conca: 4.13km²          | 41° 47′ 59″ N, 1° 35′ 21″ E / 41.79971944444444°N,1.589088888888889°E 41° 48′ 29″ N, 1° 36′ 43″ E / 41.80807111111111°N,1.6120469444444443°E   |           |                     | Modifica les dades a Wikidata |
|        | riera de Fonollosa               | Sant Mateu de Bages Fonollosa Sant Joan de Vilatorrada | curs d'aigua | Desemboca: Cardener                                      | 41° 47′ 48″ N, 1° 37′ 34″ E / 41.796592°N,1.626212°E 41° 45′ 08″ N, 1° 47′ 58″ E / 41.75209°N,1.79933°E ca:Sant Joan de Vilatorrada            |           | Riera de Fonollosa  | Modifica les dades a Wikidata |
|        | riera de Matamargó               | Riner Pinós Sant Mateu de Bages                        | curs d'aigua | Desemboca: riera de Salo Llarg: 11.45km Conca: 27.78km²  | 41° 53′ 54″ N, 1° 33′ 55″ E / 41.898378888888885°N,1.5653738888888888°E 41° 50′ 37″ N, 1° 37′ 55″ E / 41.84354805555556°N,1.6318711111111113°E |           |                     | Modifica les dades a Wikidata |
|        | riera de Mejà                    | Sant Mateu de Bages                                    | curs d'aigua | Desemboca: riera de Salo Llarg: 1.49km Conca: 92.3ha     | 41° 51′ 14″ N, 1° 40′ 26″ E / 41.85389305555555°N,1.673958888888889°E 41° 50′ 39″ N, 1° 39′ 49″ E / 41.844095°N,1.663573888888889°E            |           |                     | Modifica les dades a Wikidata |
|        | riera de Salo                    | Sant Mateu de Bages                                    | curs d'aigua | Desemboca: Cardener Llarg: 11.62km Conca: 77.6km²        | 41° 50′ 37″ N, 1° 37′ 55″ E / 41.843505°N,1.6318738888888888°E 41° 50′ 39″ N, 1° 43′ 01″ E / 41.84412805555556°N,1.7170369444444444°E          |           | Riera de Salo       | Modifica les dades a Wikidata |
|        | riera de Santa Susanna           | Sant Mateu de Bages                                    | curs d'aigua | Desemboca: riera de Salo Llarg: 3.61km Conca: 3.08km²    | 41° 52′ 12″ N, 1° 38′ 14″ E / 41.87003611111111°N,1.6373069444444446°E 41° 50′ 50″ N, 1° 39′ 37″ E / 41.847295°N,1.660345°E                    |           |                     | Modifica les dades a Wikidata |
|        | riera de Vallmanya               | Pinós Sant Mateu de Bages                              | curs d'aigua | Desemboca: riera de Salo Llarg: 9.1km Conca: 27.96km²    | 41° 49′ 16″ N, 1° 32′ 39″ E / 41.821225°N,1.5441430555555555°E 41° 50′ 37″ N, 1° 37′ 55″ E / 41.843533055555554°N,1.6319080555555556°E         |           |                     | Modifica les dades a Wikidata |
|        | riera dels Plans                 | Sant Mateu de Bages                                    | curs d'aigua | Desemboca: riera de Salo Llarg: 2.17km Conca: 270.8ha    | 41° 49′ 46″ N, 1° 39′ 01″ E / 41.82940305555555°N,1.650296111111111°E 41° 50′ 28″ N, 1° 40′ 04″ E / 41.84099194444445°N,1.66783°E              |           |                     | Modifica les dades a Wikidata |
|        | torrent de Cal Fèlix             | Sant Mateu de Bages Navàs                              | curs d'aigua | Desemboca: Rasa de Davins Llarg: 2.6km Conca: 222.6ha    | 41° 51′ 54″ N, 1° 39′ 35″ E / 41.865116944444445°N,1.6598038888888889°E 41° 51′ 42″ N, 1° 41′ 20″ E / 41.861668888888886°N,1.68878°E           |           |                     | Modifica les dades a Wikidata |
|        | torrent de Cal Ros               | Sant Mateu de Bages                                    | curs d'aigua | Desemboca: Riera de Coaner Llarg: 1.69km Conca: 123.7ha  | 41° 49′ 47″ N, 1° 42′ 06″ E / 41.829807°N,1.701804°E 41° 50′ 04″ N, 1° 42′ 04″ E / 41.83457194444444°N,1.7009969444444444°E                    |           |                     | Modifica les dades a Wikidata |
|        | torrent de Fontfreda             | Sant Mateu de Bages                                    | curs d'aigua | Desemboca: Riera de Coaner Llarg: 2.53km Conca: 182ha    | 41° 48′ 44″ N, 1° 40′ 18″ E / 41.81216194444445°N,1.6717561111111112°E 41° 49′ 34″ N, 1° 39′ 27″ E / 41.82618611111111°N,1.6574561111111112°E  |           |                     | Modifica les dades a Wikidata |
|        | torrent de Gobianes              | Sant Mateu de Bages                                    | curs d'aigua | Desemboca: Riera de Coaner Llarg: 1.87km Conca: 88.1ha   | 41° 49′ 11″ N, 1° 41′ 49″ E / 41.81973305555555°N,1.6970169444444445°E 41° 49′ 57″ N, 1° 41′ 13″ E / 41.832633055555554°N,1.6869769444444445°E |           |                     | Modifica les dades a Wikidata |
|        | torrent de Roters                | Sant Mateu de Bages                                    | curs d'aigua | Desemboca: la Rasa Llarg: 1.21km Conca: 40.9ha           | 41° 48′ 13″ N, 1° 37′ 48″ E / 41.80361194444444°N,1.6301030555555556°E 41° 48′ 44″ N, 1° 37′ 30″ E / 41.812311944444446°N,1.624861111111111°E  |           |                     | Modifica les dades a Wikidata |
|        | torrent de l'Avena               | Sant Mateu de Bages                                    | curs d'aigua | Desemboca: riera dels Plans Llarg: 2.8km Conca: 92.3ha   | 41° 49′ 51″ N, 1° 38′ 15″ E / 41.83093888888889°N,1.6373780555555555°E 41° 50′ 23″ N, 1° 39′ 48″ E / 41.839711111111114°N,1.6634°E             |           |                     | Modifica les dades a Wikidata |
|        | torrent de la Fonollosa          | Fonollosa Sant Mateu de Bages                          | curs d'aigua | Desemboca: riera de Fals                                 | |           |                     | Modifica les dades a Wikidata |
|        | torrent del Codony               | Sant Mateu de Bages                                    | curs d'aigua | Desemboca: la Rasa Llarg: 2.63km Conca: 131.4ha          | 41° 47′ 59″ N, 1° 38′ 00″ E / 41.79965888888889°N,1.6334430555555557°E 41° 49′ 08″ N, 1° 38′ 15″ E / 41.81878694444445°N,1.637461111111111°E   |           |                     | Modifica les dades a Wikidata |

## edifici
| imatge | Nom                                                | Ubicat a            | instància de | Detalls      | coordenades | Protecció                   | Commons (més fotos) | Dades a WD                    |
| ------ | -------------------------------------------------- | ------------------- | ------------ | ------------ | --- | --------------------------- | ------------------- | ----------------------------- |
|        | Casino i cafè de Valls de Torroella                | Sant Mateu de Bages | edifici      | 1921         | 41° 50′ 54″ N, 1° 43′ 20″ E / 41.84827°N,1.72213°E ca:Carretera de Cardona, s/n. Colònia de Valls de Torroella. Demarcació de Valls de Torroella   |                             |                     | Modifica les dades a Wikidata |
|        | Central elèctrica de la colònia Valls de Torroella | Sant Mateu de Bages | edifici      | 20th century | 41° 50′ 50″ N, 1° 43′ 11″ E / 41.84733°N,1.71985°E ca:Colònia Valls de Torroella. Demarcació de Valls de Torroella                                 |                             |                     | Modifica les dades a Wikidata |
|        | Forn de pega de la Casa Semís                      | Coaner              | edifici      |              | 41° 49′ 55″ N, 1° 40′ 46″ E / 41.832028°N,1.679449°E ca:Prop de la masia Semís 455 msnm                                                            | bé cultural d'interès local |                     | Modifica les dades a Wikidata |
|        | Galeries                                           | Sant Mateu de Bages | edifici      | 20th century | 41° 50′ 50″ N, 1° 43′ 10″ E / 41.84713°N,1.71938°E ca:Carrer Galeries, núms. 1-7. Colònia Valls de Torroella. Demarcació de Valls de Torroella     |                             |                     | Modifica les dades a Wikidata |
|        | Pisos Nous (de la carretera de Salo)               | Sant Mateu de Bages | edifici      | 20th century | 41° 50′ 47″ N, 1° 43′ 10″ E / 41.84651°N,1.71943°E ca:Carretera de Salo, núm. 1-5. Colònia de Valls de Torroella. Demarcació de Valls de Torroella |                             |                     | Modifica les dades a Wikidata |
|        | l'Olivar                                           | Sant Mateu de Bages | edifici      |              | 41° 46′ 50″ N, 1° 39′ 08″ E / 41.780636918462°N,1.6523577562373°E                                                                                  |                             |                     | Modifica les dades a Wikidata |
|        | la Carnisseria                                     | Sant Mateu de Bages | edifici      | 1865         | 41° 50′ 54″ N, 1° 43′ 18″ E / 41.84836°N,1.72173°E ca:Carretera de Cardona, 1. Colònia Valls de Torroella. Demarcació de Valls de Torroella        |                             |                     | Modifica les dades a Wikidata |

## element arquitectònic
| imatge | Nom                                                                               | Ubicat a            | instància de          | Detalls      | coordenades | Protecció | Commons (més fotos) | Dades a WD                    |
| ------ | --------------------------------------------------------------------------------- | ------------------- | --------------------- | ------------ | --- | --------- | ------------------- | ----------------------------- |
|        | Galeries i sistema d'humidificació de la fàbrica de la Colònia Valls de Torroella | Sant Mateu de Bages | element arquitectònic | 20th century | 41° 50′ 48″ N, 1° 43′ 14″ E / 41.84663°N,1.72045°E ca:Colònia Valls de Torroella. Demarcació de Valls de Torroella |           |                     | Modifica les dades a Wikidata |
|        | Oratori de la Mare de Déu de Coaner de Valls de Torroella                         | Sant Mateu de Bages | element arquitectònic | 1997         | 41° 50′ 53″ N, 1° 43′ 24″ E / 41.84811°N,1.72321°E ca:Colònia Valls de Torroella. Demarcació de Valls de Torroella |           |                     | Modifica les dades a Wikidata |

## entitat singular de població
| imatge | Nom                 | Ubicat a            | instància de                                   | Detalls | coordenades                                                       | Protecció | Commons (més fotos)        | Dades a WD                    |
| ------ | ------------------- | ------------------- | ---------------------------------------------- | ------- | ----------------------------------------------------------------- | --------- | -------------------------- | ----------------------------- |
|        | Castelltallat       | Sant Mateu de Bages | entitat singular de població                   | 89 hab  | 41° 47′ 38″ N, 1° 37′ 57″ E / 41.793934°N,1.632572°E 893 msnm     |           | Castelltallat              | Modifica les dades a Wikidata |
|        | Coaner              | Sant Mateu de Bages | entitat singular de població                   | 19 hab  | 41° 49′ 58″ N, 1° 42′ 48″ E / 41.832674°N,1.713219°E 379 msnm     |           | Coaner                     | Modifica les dades a Wikidata |
|        | Salo                | Sant Mateu de Bages | entitat singular de població                   | 103 hab | 41° 50′ 40″ N, 1° 38′ 38″ E / 41.844415°N,1.64381°E 505 msnm      |           | Salo (Sant Mateu de Bages) | Modifica les dades a Wikidata |
|        | Sant Mateu de Bages | Sant Mateu de Bages | entitat singular de població capital municipal | 108 hab | 41° 47′ 48″ N, 1° 44′ 01″ E / 41.79680438°N,1.7336871°E 576 msnm  |           |                            | Modifica les dades a Wikidata |
|        | Valls de Torroella  | Sant Mateu de Bages | entitat singular de població                   | 318 hab | 41° 50′ 56″ N, 1° 43′ 19″ E / 41.84875278°N,1.72193333°E 316 msnm |           | Valls de Torroella         | Modifica les dades a Wikidata |

## església
| imatge | Nom                                         | Ubicat a            | instància de                 | Detalls                                                                             | coordenades | Protecció                                  | Commons (més fotos)                         | Dades a WD                    |
| ------ | ------------------------------------------- | ------------------- | ---------------------------- | ----------------------------------------------------------------------------------- | --- | ------------------------------------------ | ------------------------------------------- | ----------------------------- |
|        | Capella vella de Goberna                    | Castelltallat       | església capella             | Estat: enderrocat o destruït                                                        | 41° 47′ 27″ N, 1° 36′ 42″ E / 41.790763531852°N,1.61154201026254°E 867 msnm                                                      |                                            |                                             | Modifica les dades a Wikidata |
|        | Mare de Déu de Coaner                       | Coaner              | església                     | Estil: arquitectura popular 17th century                                            | 41° 49′ 58″ N, 1° 42′ 42″ E / 41.832698°N,1.711529°E 379 msnm                                                                    | bé integrant del patrimoni cultural català | Mare de Déu de Coaner                       | Modifica les dades a Wikidata |
|        | Sant Antoni de Puigdellívol                 | Castelltallat       | església                     | Estil: arquitectura popular Neoromànic 20th century                                 | 41° 47′ 58″ N, 1° 40′ 10″ E / 41.799491°N,1.669531°E ca:Masia Puigdellívol 788 msnm                                              | bé integrant del patrimoni cultural català | Sant Antoni de Puigdellívol                 | Modifica les dades a Wikidata |
|        | Sant Cristòfol de Figuera                   | Castelltallat       | església                     | Estil: arquitectura romànica 12nd century                                           | 41° 48′ 37″ N, 1° 41′ 21″ E / 41.810214°N,1.689167°E ca:Masia Figuera 692 msnm                                                   | bé integrant del patrimoni cultural català | Sant Cristòfol de Figuera                   | Modifica les dades a Wikidata |
|        | Sant Genís                                  | Salo                | església capella             |                                                                                     | 41° 51′ 12″ N, 1° 38′ 20″ E / 41.853430180367°N,1.6387839005677°E 513 msnm                                                       |                                            |                                             | Modifica les dades a Wikidata |
|        | Sant Jaume Salerm                           | Castelltallat       | església                     | Estil: arquitectura gòtica 15th century                                             | 41° 46′ 33″ N, 1° 35′ 39″ E / 41.775764°N,1.59415°E ca:Serrat de Sant Jaume 878 msnm                                             | bé integrant del patrimoni cultural català | Sant Jaume Salerm                           | Modifica les dades a Wikidata |
|        | Sant Joan dels Caus                         | Salo                | església                     | Estil: arquitectura romànica 12nd century                                           | 41° 50′ 53″ N, 1° 37′ 47″ E / 41.847949°N,1.629672°E ca:Masia les Caus 523 msnm                                                  | bé integrant del patrimoni cultural català | Sant Joan dels Caus                         | Modifica les dades a Wikidata |
|        | Sant Julià de Coaner                        | Coaner              | església església parroquial | Estil: arquitectura romànica 11st century                                           | 41° 49′ 56″ N, 1° 42′ 48″ E / 41.83227778°N,1.71338889°E 377 msnm                                                                | bé integrant del patrimoni cultural català | Sant Julià de Coaner                        | Modifica les dades a Wikidata |
|        | Sant Mamet de Bacardit                      | Castelltallat       | església capella             |                                                                                     | 41° 47′ 10″ N, 1° 40′ 02″ E / 41.7861806804992°N,1.66717844330206°E ca:Masia de Bacardit de Llumàs 705 msnm                      |                                            | Sant Mamet de Bacardit                      | Modifica les dades a Wikidata |
|        | Sant Martí de Bertrans                      | Sant Mateu de Bages | església                     | Estil: arquitectura romànica 12nd century                                           | 41° 48′ 26″ N, 1° 36′ 11″ E / 41.807125°N,1.603088°E ca:Masia Prat Barrina 718 msnm                                              | bé integrant del patrimoni cultural català | Sant Martí de Bertrans                      | Modifica les dades a Wikidata |
|        | Sant Martí de Claret                        | Salo                | església                     | Estil: arquitectura romànica 1886                                                   | 41° 51′ 43″ N, 1° 39′ 49″ E / 41.861951°N,1.663578°E ca:Prop de la masia de Claret de la Serra 603 msnm                          | bé integrant del patrimoni cultural català | Sant Martí de Claret                        | Modifica les dades a Wikidata |
|        | Sant Martí de les Planes                    | Sant Mateu de Bages | església capella             | Estat: ruïnós                                                                       | 41° 48′ 08″ N, 1° 44′ 23″ E / 41.8020863361807°N,1.73976986608475°E ca:Al nord de la masia de les Planes 463 msnm                |                                            |                                             | Modifica les dades a Wikidata |
|        | Sant Mateu de Bages                         | Sant Mateu de Bages | església                     | Estil: art preromànic arquitectura popular 18th century Anomenat per: Mateu apòstol | 41° 47′ 44″ N, 1° 44′ 06″ E / 41.795539°N,1.734946°E ca:Pl. de l'Església 570 msnm                                               | bé integrant del patrimoni cultural català | Església de Sant Mateu de Bages             | Modifica les dades a Wikidata |
|        | Sant Miquel de Castelltallat                | Castelltallat       | església                     | Estil: arquitectura popular 15th century                                            | 41° 47′ 37″ N, 1° 37′ 59″ E / 41.793662°N,1.632986°E 880 msnm                                                                    | bé integrant del patrimoni cultural català | Sant Miquel de Castelltallat                | Modifica les dades a Wikidata |
|        | Sant Miquel de les Planes                   | Sant Mateu de Bages | església                     | Estil: arquitectura romànica 13rd century                                           | 41° 48′ 04″ N, 1° 44′ 40″ E / 41.8012°N,1.7444°E 518 msnm                                                                        | bé integrant del patrimoni cultural català | Sant Miquel de les Planes                   | Modifica les dades a Wikidata |
|        | Sant Pere de Claret de Cavallers            | Castelltallat       | església                     | Estil: arquitectura romànica 12nd century                                           | 41° 49′ 18″ N, 1° 38′ 49″ E / 41.821538°N,1.646989°E ca:Claret dels Cavallers 568 msnm                                           | bé cultural d'interès local                | Sant Pere de Claret de Cavallers            | Modifica les dades a Wikidata |
|        | Sant Pere de Vilalta                        | Castelltallat       | església                     | Estil: arquitectura gòtica 13rd century                                             | 41° 47′ 52″ N, 1° 40′ 29″ E / 41.797642°N,1.67474°E ca:Masia de Vilalta 775 msnm                                                 | bé integrant del patrimoni cultural català |                                             | Modifica les dades a Wikidata |
|        | Sant Pere i Sant Feliu de Salo              | Salo                | església església parroquial | 19th century                                                                        | 41° 50′ 40″ N, 1° 38′ 38″ E / 41.844469°N,1.643817°E 505 msnm                                                                    | bé integrant del patrimoni cultural català | Sant Pere i Sant Feliu de Salo              | Modifica les dades a Wikidata |
|        | Santa Eugènia de Goberna                    | Castelltallat       | església                     | Estil: arquitectura popular 16th century Estat: ruïnós                              | 41° 47′ 28″ N, 1° 36′ 57″ E / 41.791011°N,1.615898°E ca:Masia de Goberna 897 msnm                                                | bé integrant del patrimoni cultural català | Santa Eugènia de Goberna                    | Modifica les dades a Wikidata |
|        | Santa Margarida de Bonveí                   | Castelltallat       | església capella             | Estat: ruïnós                                                                       | 41° 47′ 31″ N, 1° 38′ 32″ E / 41.7919041289562°N,1.64215900742995°E 837 msnm                                                     |                                            |                                             | Modifica les dades a Wikidata |
|        | Santa Margarida de Mejà                     | Salo                | església                     | Estil: arquitectura gòtica 14th century                                             | 41° 50′ 28″ N, 1° 39′ 47″ E / 41.841146°N,1.66298°E ca:Ctra. Salo, km 6,5 451 msnm                                               | bé integrant del patrimoni cultural català | Santa Margarida de Mejà                     | Modifica les dades a Wikidata |
|        | Santa Susanna                               | Salo                | església capella             |                                                                                     | 41° 51′ 07″ N, 1° 39′ 18″ E / 41.851849°N,1.654911°E ca:masia de can Susanna 577 msnm                                            |                                            |                                             | Modifica les dades a Wikidata |
|        | església de la Sala                         | Sant Mateu de Bages | església                     | Estil: arquitectura romànica Estat: ruïnós                                          | 41° 49′ 06″ N, 1° 43′ 45″ E / 41.818357°N,1.729168°E ca:Masia de la Sala 576 msnm                                                | bé integrant del patrimoni cultural català | Església de la Sala                         | Modifica les dades a Wikidata |
|        | església del Sagrat Cor de la Colònia Valls | Valls de Torroella  | església                     | Estil: historicisme arquitectònic 20th century                                      | 41° 50′ 52″ N, 1° 43′ 10″ E / 41.847776°N,1.719479°E ca:Colònia de Valls de Torroella. Demarcació de Valls de Torroella 321 msnm | bé integrant del patrimoni cultural català | Església del Sagrat Cor de la Colònia Valls | Modifica les dades a Wikidata |

## font
| imatge | Nom               | Ubicat a            | instància de | Detalls | coordenades | Protecció | Commons (més fotos) | Dades a WD                    |
| ------ | ----------------- | ------------------- | ------------ | ------- | --- | --------- | ------------------- | ----------------------------- |
|        | font de la Tulipa | Sant Mateu de Bages | font         | 1995    | 41° 50′ 53″ N, 1° 43′ 18″ E / 41.848°N,1.7216°E ca:Plaça de Sant Josep, colònia Valls de Torroella. Demarcació de Valls de Torroella |           |                     | Modifica les dades a Wikidata |
|        | font del Mirador  | Sant Mateu de Bages | font         | 1995    | 41° 50′ 50″ N, 1° 43′ 18″ E / 41.84724°N,1.72166°E ca:Colònia Valls de Torroella. Demarcació de Valls de Torroella                   |           |                     | Modifica les dades a Wikidata |

## granja
| imatge | Nom                 | Ubicat a            | instància de | Detalls | coordenades                                                                  | Protecció | Commons (més fotos) | Dades a WD                    |
| ------ | ------------------- | ------------------- | ------------ | ------- | ---------------------------------------------------------------------------- | --------- | ------------------- | ----------------------------- |
|        | Granges de Can Pla  | Sant Mateu de Bages | granja       |         | 41° 47′ 50″ N, 1° 44′ 09″ E / 41.7972698922411°N,1.73586820365241°E 572 msnm |           |                     | Modifica les dades a Wikidata |
|        | Granges de l'Agustí | Sant Mateu de Bages | granja       |         | 41° 47′ 42″ N, 1° 44′ 18″ E / 41.7949556352242°N,1.738368996037°E 564 msnm   |           |                     | Modifica les dades a Wikidata |
|        | Granja de Cal Pere  | Sant Mateu de Bages | granja       |         | 41° 47′ 40″ N, 1° 44′ 02″ E / 41.7943479513176°N,1.7338915928942°E 566 msnm  |           |                     | Modifica les dades a Wikidata |
|        | Granja de Figuera   | Castelltallat       | granja       |         | 41° 48′ 40″ N, 1° 41′ 11″ E / 41.8111620307621°N,1.6864404333905°E 700 msnm  |           |                     | Modifica les dades a Wikidata |
|        | Granja del Bosc     | Coaner              | granja       |         | 41° 49′ 59″ N, 1° 40′ 53″ E / 41.8330699530218°N,1.68125965614243°E 465 msnm |           |                     | Modifica les dades a Wikidata |

## masia
| imatge | Nom                            | Ubicat a            | instància de               | Detalls                                  | coordenades | Protecció                                            | Commons (més fotos)                | Dades a WD                    |
| ------ | ------------------------------ | ------------------- | -------------------------- | ---------------------------------------- | --- | ---------------------------------------------------- | ---------------------------------- | ----------------------------- |
|        | Bacardit de Llumàs             | Castelltallat       | masia                      | Estil: arquitectura popular 14th century | 41° 47′ 09″ N, 1° 40′ 02″ E / 41.785926°N,1.667269°E 701 msnm                                                                             |                                                      | Bacardit de Llumàs                 | Modifica les dades a Wikidata |
|        | Bertrans                       | Castelltallat       | masia                      | Estat: ruïnós                            | 41° 48′ 24″ N, 1° 35′ 52″ E / 41.8065547000397°N,1.59765837739807°E ca:Demarcació de Castelltallat 715 msnm                               |                                                      |                                    | Modifica les dades a Wikidata |
|        | Biosca                         | Castelltallat       | masia                      |                                          | 41° 46′ 48″ N, 1° 37′ 02″ E / 41.7798635499949°N,1.61736048652097°E ca:Demarcació de Castelltallat 849 msnm                               |                                                      |                                    | Modifica les dades a Wikidata |
|        | Boixeda                        | Castelltallat       | masia                      |                                          | 41° 48′ 16″ N, 1° 37′ 23″ E / 41.804529232207°N,1.62305364016792°E ca:Demarcació de Castelltallat 780 msnm                                |                                                      |                                    | Modifica les dades a Wikidata |
|        | Bonveí                         | Castelltallat       | masia                      |                                          | 41° 47′ 11″ N, 1° 38′ 45″ E / 41.7863452489331°N,1.64582640762478°E 823 msnm                                                              |                                                      |                                    | Modifica les dades a Wikidata |
|        | Borrell                        | Coaner              | masia                      | Estat: ruïnós                            | 41° 49′ 28″ N, 1° 41′ 14″ E / 41.824366270699°N,1.68726629608163°E ca:Demarcació de Coaner 696 msnm                                       |                                                      |                                    | Modifica les dades a Wikidata |
|        | Borrim                         | Sant Mateu de Bages | masia                      |                                          | 41° 48′ 02″ N, 1° 44′ 05″ E / 41.8004378494335°N,1.73483094857625°E 560 msnm                                                              |                                                      | Borrim                             | Modifica les dades a Wikidata |
|        | Ca l'Antònia                   | Sant Mateu de Bages | masia                      | 20th century                             | 41° 47′ 44″ N, 1° 43′ 52″ E / 41.7956062908535°N,1.73120687898904°E ca:Pla de Sant Mateu 557 msnm                                         |                                                      |                                    | Modifica les dades a Wikidata |
|        | Ca l'Arturo                    | Sant Mateu de Bages | masia                      | 20th century                             | 41° 47′ 59″ N, 1° 43′ 45″ E / 41.79984332965°N,1.72911315479653°E ca:Pla de Sant Mateu 568 msnm                                           |                                                      |                                    | Modifica les dades a Wikidata |
|        | Ca l'Eloi                      | Sant Mateu de Bages | masia                      | Estat: ruïnós                            | 41° 48′ 42″ N, 1° 43′ 31″ E / 41.8117265383476°N,1.72535083815076°E ca:Demarcació de Sant Mateu de Bages 562 msnm                         |                                                      |                                    | Modifica les dades a Wikidata |
|        | Ca l'Interès                   | Sant Mateu de Bages | masia                      |                                          | 41° 47′ 39″ N, 1° 44′ 45″ E / 41.7940367513494°N,1.74575284315058°E ca:Demarcació de Sant Mateu de Bages 445 msnm                         |                                                      |                                    | Modifica les dades a Wikidata |
|        | Ca la Mariona                  | Sant Mateu de Bages | masia                      |                                          | 41° 47′ 42″ N, 1° 43′ 52″ E / 41.7950994976467°N,1.73098819457606°E ca:Pla de Sant Mateu 552 msnm                                         |                                                      |                                    | Modifica les dades a Wikidata |
|        | Cal Batlle                     | Salo                | masia                      |                                          | 41° 50′ 26″ N, 1° 39′ 56″ E / 41.8406690249522°N,1.6654459465176°E ca:Demarcació de Mejà 417 msnm                                         |                                                      |                                    | Modifica les dades a Wikidata |
|        | Cal Beló                       | Castelltallat       | masia                      | Estat: ruïnós                            | 41° 46′ 57″ N, 1° 39′ 01″ E / 41.7825983085742°N,1.65040577915532°E 732 msnm                                                              |                                                      |                                    | Modifica les dades a Wikidata |
|        | Cal Bernaus                    | Castelltallat       | masia                      | 19th century Estat: ruïnós               | 41° 48′ 08″ N, 1° 41′ 40″ E / 41.8021648842283°N,1.69438819792635°E ca:Demarcació de Sant Mateu de Bages 558 msnm                         |                                                      |                                    | Modifica les dades a Wikidata |
|        | Cal Biel                       | Sant Mateu de Bages | masia                      |                                          | 41° 48′ 02″ N, 1° 44′ 16″ E / 41.8005948998071°N,1.73764449017183°E ca:Sant Mateu de Bages 530 msnm                                       |                                                      |                                    | Modifica les dades a Wikidata |
|        | Cal Camps                      | Castelltallat       | masia                      |                                          | 41° 46′ 01″ N, 1° 36′ 11″ E / 41.766922°N,1.602945°E ca:Demarcació de Castelltallat 692 msnm                                              |                                                      |                                    | Modifica les dades a Wikidata |
|        | Cal Caputxí                    | Coaner              | masia                      |                                          | 41° 50′ 57″ N, 1° 42′ 05″ E / 41.8491518022417°N,1.70145568889062°E ca:Demarcació de Coaner 425 msnm                                      |                                                      |                                    | Modifica les dades a Wikidata |
|        | Cal Carreter                   | Valls de Torroella  | masia                      |                                          | 41° 50′ 20″ N, 1° 43′ 39″ E / 41.8389594133743°N,1.72748426874477°E 337 msnm                                                              |                                                      |                                    | Modifica les dades a Wikidata |
|        | Cal Caseto                     | Sant Mateu de Bages | masia                      | Estat: ruïnós                            | 41° 49′ 03″ N, 1° 43′ 18″ E / 41.8173968705282°N,1.72175882176384°E 568 msnm                                                              |                                                      |                                    | Modifica les dades a Wikidata |
|        | Cal Clotet                     | Salo                | masia                      | 1950                                     | 41° 50′ 43″ N, 1° 38′ 40″ E / 41.8453311674147°N,1.64440239654779°E ca:Poble de Salo, s/n. Demarcació de Salo 510 msnm                    |                                                      |                                    | Modifica les dades a Wikidata |
|        | Cal Codony                     | Coaner              | masia                      |                                          | 41° 48′ 55″ N, 1° 38′ 03″ E / 41.8152613309637°N,1.63404463589118°E 611 msnm                                                              |                                                      |                                    | Modifica les dades a Wikidata |
|        | Cal Conilles                   | Salo                | masia                      |                                          | 41° 51′ 31″ N, 1° 38′ 15″ E / 41.8586861396394°N,1.63739770684995°E 531 msnm                                                              |                                                      |                                    | Modifica les dades a Wikidata |
|        | Cal Corbera                    | Castelltallat       | masia                      |                                          | 41° 48′ 34″ N, 1° 39′ 11″ E / 41.809465139786°N,1.6529574441324°E 786 msnm                                                                |                                                      |                                    | Modifica les dades a Wikidata |
|        | Cal Diumenjó                   | Salo                | masia                      |                                          | 41° 51′ 03″ N, 1° 39′ 56″ E / 41.8507033548305°N,1.66552647368533°E 542 msnm                                                              |                                                      |                                    | Modifica les dades a Wikidata |
|        | Cal Fitó                       | Castelltallat       | masia                      | Estat: ruïnós                            | 41° 46′ 23″ N, 1° 38′ 06″ E / 41.7729605262319°N,1.63511107935739°E 662 msnm                                                              |                                                      |                                    | Modifica les dades a Wikidata |
|        | Cal Fuster                     | Sant Mateu de Bages | masia                      | 19th century                             | 41° 47′ 45″ N, 1° 43′ 53″ E / 41.7959329881157°N,1.73142911873811°E ca:Pla de Sant Mateu 557 msnm                                         |                                                      |                                    | Modifica les dades a Wikidata |
|        | Cal Galobardi                  | Salo                | masia                      |                                          | 41° 51′ 03″ N, 1° 38′ 31″ E / 41.8508788391969°N,1.64208078656042°E 525 msnm                                                              |                                                      |                                    | Modifica les dades a Wikidata |
|        | Cal Gepet del Sobirana         | Sant Mateu de Bages | masia                      |                                          | 41° 46′ 53″ N, 1° 43′ 26″ E / 41.7812848359927°N,1.7238240883927°E 399 msnm                                                               |                                                      |                                    | Modifica les dades a Wikidata |
|        | Cal Gras                       | Sant Mateu de Bages | masia                      |                                          | 41° 47′ 20″ N, 1° 42′ 45″ E / 41.7889867157655°N,1.71262346743292°E 589 msnm                                                              |                                                      |                                    | Modifica les dades a Wikidata |
|        | Cal Jaume Manuel               | Castelltallat       | masia                      | 19th century Estat: ruïnós               | 41° 46′ 33″ N, 1° 37′ 39″ E / 41.7758521385687°N,1.62758979984575°E ca:Demarcació de Castelltallat 723 msnm                               |                                                      |                                    | Modifica les dades a Wikidata |
|        | Cal Jep Cases                  | Castelltallat       | masia                      | Estat: ruïnós                            | 41° 46′ 37″ N, 1° 38′ 47″ E / 41.7770404178045°N,1.64651552880233°E 670 msnm                                                              |                                                      |                                    | Modifica les dades a Wikidata |
|        | Cal Jep Figuera                | Castelltallat       | masia                      | Estat: enderrocat o destruït             | 41° 46′ 11″ N, 1° 37′ 16″ E / 41.7696859198638°N,1.62110418634477°E 708 msnm                                                              |                                                      |                                    | Modifica les dades a Wikidata |
|        | Cal Jepet del Casalot          | Castelltallat       | masia                      |                                          | 41° 46′ 14″ N, 1° 38′ 01″ E / 41.7705103018464°N,1.63356287976069°E ca:Demarcació de Castelltallat 683 msnm                               |                                                      |                                    | Modifica les dades a Wikidata |
|        | Cal Jepó                       | Salo                | masia                      | Estat: enderrocat o destruït             | 41° 51′ 16″ N, 1° 38′ 03″ E / 41.8544957926611°N,1.63417375891245°E                                                                       |                                                      |                                    | Modifica les dades a Wikidata |
|        | Cal Lleirac                    | Sant Mateu de Bages | masia                      |                                          | 41° 47′ 13″ N, 1° 43′ 58″ E / 41.786957128718°N,1.7328544805023°E 471 msnm                                                                |                                                      |                                    | Modifica les dades a Wikidata |
|        | Cal Macià                      | Castelltallat       | masia                      |                                          | 41° 46′ 52″ N, 1° 39′ 07″ E / 41.7812381358059°N,1.65192642384266°E ca:Demarcació de Castelltallat 471 msnm                               |                                                      |                                    | Modifica les dades a Wikidata |
|        | Cal Marc                       | Coaner              | masia                      |                                          | 41° 49′ 03″ N, 1° 36′ 35″ E / 41.8174639255441°N,1.60968909843747°E 746 msnm                                                              |                                                      |                                    | Modifica les dades a Wikidata |
|        | Cal Marquet                    | Castelltallat       | masia                      |                                          | 41° 48′ 49″ N, 1° 36′ 10″ E / 41.8135898653292°N,1.60291052426342°E 732 msnm                                                              |                                                      |                                    | Modifica les dades a Wikidata |
|        | Cal Mateu del Clot             | Sant Mateu de Bages | masia                      |                                          | 41° 48′ 26″ N, 1° 44′ 01″ E / 41.8071338062346°N,1.73355557711003°E ca:Demarcació de Sant Mateu de Bages 404 msnm                         |                                                      |                                    | Modifica les dades a Wikidata |
|        | Cal Milhomes                   | Castelltallat       | masia                      | 1862                                     | 41° 48′ 51″ N, 1° 36′ 46″ E / 41.8141337189216°N,1.61285524671347°E ca:Demarcació de Castelltallat 709 msnm                               |                                                      |                                    | Modifica les dades a Wikidata |
|        | Cal Milió                      | Salo                | masia                      |                                          | 41° 50′ 37″ N, 1° 38′ 36″ E / 41.843651988939°N,1.64330562608697°E 501 msnm                                                               |                                                      |                                    | Modifica les dades a Wikidata |
|        | Cal Misèria                    | Sant Mateu de Bages | masia                      | Estat: ruïnós                            | 41° 48′ 25″ N, 1° 41′ 55″ E / 41.8069335752086°N,1.69872136952137°E 717 msnm                                                              |                                                      |                                    | Modifica les dades a Wikidata |
|        | Cal Morera                     | Castelltallat       | masia                      |                                          | 41° 47′ 45″ N, 1° 38′ 54″ E / 41.7957336410046°N,1.64840906306311°E ca:Demarcació de Castelltallat 837 msnm                               |                                                      |                                    | Modifica les dades a Wikidata |
|        | Cal Muntaner                   | Castelltallat       | masia                      |                                          | 41° 48′ 23″ N, 1° 41′ 06″ E / 41.806469°N,1.684956°E 771 msnm                                                                             |                                                      |                                    | Modifica les dades a Wikidata |
|        | Cal Múrcia                     | Sant Mateu de Bages | masia                      |                                          | 41° 47′ 55″ N, 1° 43′ 51″ E / 41.798687°N,1.730836°E 565 msnm                                                                             |                                                      |                                    | Modifica les dades a Wikidata |
|        | Cal Panxeta                    | Castelltallat       | masia                      | 19th century Estat: ruïnós               | 41° 46′ 40″ N, 1° 38′ 47″ E / 41.7777939606236°N,1.64625903063516°E ca:Demarcació de Castelltallat 700 msnm                               |                                                      |                                    | Modifica les dades a Wikidata |
|        | Cal Paradís                    | Salo                | masia campament restaurant | 1850                                     | 41° 50′ 50″ N, 1° 38′ 18″ E / 41.8472863439024°N,1.63837445804295°E ca:Demarcació de Salo 472 msnm                                        |                                                      | Cal Paradís (Salo)                 | Modifica les dades a Wikidata |
|        | Cal Pastor                     | Coaner              | masia                      | Estat: ruïnós                            | 41° 49′ 49″ N, 1° 42′ 15″ E / 41.8301866571193°N,1.70410308028316°E 507 msnm                                                              |                                                      |                                    | Modifica les dades a Wikidata |
|        | Cal Pere                       | Sant Mateu de Bages | masia                      |                                          | 41° 47′ 43″ N, 1° 44′ 01″ E / 41.7953346307402°N,1.73352313025657°E ca:Pla de Sant Mateu 565 msnm                                         |                                                      |                                    | Modifica les dades a Wikidata |
|        | Cal Pisater                    | Salo                | masia                      |                                          | 41° 50′ 46″ N, 1° 38′ 41″ E / 41.8459923251889°N,1.64471366172163°E 507 msnm                                                              |                                                      |                                    | Modifica les dades a Wikidata |
|        | Cal Pisot                      | Salo                | masia                      | Estat: enderrocat o destruït             | 41° 51′ 55″ N, 1° 38′ 02″ E / 41.8652100779362°N,1.63387341255784°E                                                                       |                                                      |                                    | Modifica les dades a Wikidata |
|        | Cal Poncet Nou                 | Castelltallat       | masia                      |                                          | 41° 46′ 00″ N, 1° 37′ 45″ E / 41.7665773633056°N,1.62927929254616°E 552 msnm                                                              |                                                      |                                    | Modifica les dades a Wikidata |
|        | Cal Poncet Vell                | Castelltallat       | masia                      | Estat: enderrocat o destruït             | 41° 46′ 05″ N, 1° 37′ 33″ E / 41.7681742102179°N,1.62573231341528°E 680 msnm                                                              |                                                      |                                    | Modifica les dades a Wikidata |
|        | Cal Prat Barrina               | Castelltallat       | masia                      |                                          | 41° 48′ 24″ N, 1° 35′ 54″ E / 41.806667°N,1.598333°E 703 msnm                                                                             |                                                      | Cal Prat Barrina                   | Modifica les dades a Wikidata |
|        | Cal Pubill                     | Sant Mateu de Bages | masia                      |                                          | 41° 47′ 54″ N, 1° 44′ 03″ E / 41.7982152482651°N,1.73420063045961°E ca:Pla de Sant Mateu 578 msnm                                         |                                                      |                                    | Modifica les dades a Wikidata |
|        | Cal Puig                       | Salo                | masia                      |                                          | 41° 50′ 28″ N, 1° 39′ 53″ E / 41.8412001947357°N,1.66465201800615°E 454 msnm                                                              |                                                      |                                    | Modifica les dades a Wikidata |
|        | Cal Putxó                      | Castelltallat       | masia                      |                                          | 41° 46′ 55″ N, 1° 39′ 15″ E / 41.782079°N,1.654091°E 734 msnm                                                                             |                                                      |                                    | Modifica les dades a Wikidata |
|        | Cal Quelet                     | Salo                | masia                      |                                          | 41° 51′ 04″ N, 1° 37′ 52″ E / 41.8510561630587°N,1.63122332590595°E ca:Demarcació de Salo 532 msnm                                        |                                                      |                                    | Modifica les dades a Wikidata |
|        | Cal Rebec                      | Salo                | masia                      |                                          | 41° 51′ 02″ N, 1° 40′ 06″ E / 41.8504376644023°N,1.66824239021444°E 524 msnm                                                              |                                                      |                                    | Modifica les dades a Wikidata |
|        | Cal Rebinat                    | Castelltallat       | masia                      | Estat: ruïnós                            | 41° 46′ 18″ N, 1° 36′ 27″ E / 41.7717729095494°N,1.60745194140692°E 654 msnm                                                              |                                                      |                                    | Modifica les dades a Wikidata |
|        | Cal Roges                      | Salo                | masia                      |                                          | 41° 51′ 14″ N, 1° 39′ 58″ E / 41.8538074633992°N,1.66602814210943°E 566 msnm                                                              |                                                      |                                    | Modifica les dades a Wikidata |
|        | Cal Roig                       | Sant Mateu de Bages | masia                      |                                          | 41° 48′ 38″ N, 1° 41′ 58″ E / 41.8105519347654°N,1.69931026032925°E ca:Demarcació de Sant Mateu de Bages 693 msnm                         |                                                      |                                    | Modifica les dades a Wikidata |
|        | Cal Ros                        | Salo                | masia                      |                                          | 41° 50′ 50″ N, 1° 40′ 05″ E / 41.8472302583063°N,1.6681523303203°E 523 msnm                                                               |                                                      |                                    | Modifica les dades a Wikidata |
|        | Cal Roters                     | Castelltallat       | masia                      |                                          | 41° 48′ 54″ N, 1° 37′ 36″ E / 41.815123°N,1.626604°E 627 msnm                                                                             |                                                      |                                    | Modifica les dades a Wikidata |
|        | Cal Salvador                   | Castelltallat       | masia                      | 19th century Estat: ruïnós               | 41° 46′ 35″ N, 1° 37′ 42″ E / 41.7764030364697°N,1.62846844325709°E ca:Demarcació de Castelltallat 768 msnm                               |                                                      |                                    | Modifica les dades a Wikidata |
|        | Cal Saperes                    | Castelltallat       | masia                      | 19th century Estat: ruïnós               | 41° 48′ 13″ N, 1° 41′ 24″ E / 41.8034741554773°N,1.68993185099257°E ca:Demarcació de Sant Mateu de Bages 773 msnm                         |                                                      |                                    | Modifica les dades a Wikidata |
|        | Cal Sastre                     | Coaner              | masia                      | 19th century Estat: ruïnós               | 41° 49′ 37″ N, 1° 37′ 47″ E / 41.8269449910356°N,1.62967798016317°E ca:Demarcació de Castelltallat 642 msnm                               |                                                      |                                    | Modifica les dades a Wikidata |
|        | Cal Secaner                    | Sant Mateu de Bages | masia                      |                                          | 41° 48′ 16″ N, 1° 43′ 23″ E / 41.8044508577214°N,1.72307551739748°E ca:Demarcació de Sant Mateu de Bages 560 msnm                         |                                                      |                                    | Modifica les dades a Wikidata |
|        | Cal Sifon                      | Valls de Torroella  | masia                      | Estat: ruïnós                            | 41° 50′ 33″ N, 1° 42′ 28″ E / 41.8425660017305°N,1.70767146744145°E 373 msnm                                                              |                                                      |                                    | Modifica les dades a Wikidata |
|        | Cal Tenyit                     | Castelltallat       | masia                      | Estat: enderrocat o destruït             | 41° 46′ 17″ N, 1° 37′ 09″ E / 41.7714022437878°N,1.61927475075508°E 737 msnm                                                              |                                                      |                                    | Modifica les dades a Wikidata |
|        | Cal Ton Mestrill               | Sant Mateu de Bages | masia                      | Estat: ruïnós                            | 41° 47′ 45″ N, 1° 42′ 58″ E / 41.7956997529917°N,1.71611193834718°E 537 msnm                                                              |                                                      |                                    | Modifica les dades a Wikidata |
|        | Cal Trist                      | Castelltallat       | masia                      | Estat: ruïnós                            | 41° 48′ 18″ N, 1° 38′ 36″ E / 41.8049314893979°N,1.64323215058283°E ca:Demarcació de Castelltallat 795 msnm                               |                                                      |                                    | Modifica les dades a Wikidata |
|        | Cal Vescomte                   | Castelltallat       | masia                      |                                          | 41° 48′ 04″ N, 1° 41′ 38″ E / 41.8010414681624°N,1.69380915886818°E 715 msnm                                                              |                                                      |                                    | Modifica les dades a Wikidata |
|        | Cal Vinyes Nou                 | Castelltallat       | masia                      | 19th century Estat: ruïnós               | 41° 46′ 38″ N, 1° 37′ 44″ E / 41.777283359466°N,1.62902724203176°E ca:Demarcació de Castelltallat 792 msnm                                |                                                      |                                    | Modifica les dades a Wikidata |
|        | Cal Vinyes Vell                | Sant Mateu de Bages | masia                      |                                          | 41° 47′ 22″ N, 1° 37′ 52″ E / 41.7894238724166°N,1.63124770931288°E 843 msnm                                                              |                                                      |                                    | Modifica les dades a Wikidata |
|        | Can Batzacs                    | Coaner              | masia                      | Estat: ruïnós                            | 41° 49′ 29″ N, 1° 39′ 29″ E / 41.8247941189803°N,1.65804515378849°E 542 msnm                                                              |                                                      |                                    | Modifica les dades a Wikidata |
|        | Can Carner                     | Sant Mateu de Bages | masia                      |                                          | 41° 47′ 53″ N, 1° 43′ 42″ E / 41.797983°N,1.728444°E 553 msnm                                                                             |                                                      |                                    | Modifica les dades a Wikidata |
|        | Can Cisteller                  | Sant Mateu de Bages | masia                      |                                          | 41° 47′ 58″ N, 1° 43′ 47″ E / 41.799429°N,1.729716°E 565 msnm                                                                             |                                                      |                                    | Modifica les dades a Wikidata |
|        | Can Ferrer                     | Castelltallat       | masia                      |                                          | 41° 47′ 56″ N, 1° 37′ 48″ E / 41.798887°N,1.630022°E 873 msnm                                                                             |                                                      |                                    | Modifica les dades a Wikidata |
|        | Can Genís                      | Castelltallat       | masia                      |                                          | 41° 47′ 39″ N, 1° 36′ 55″ E / 41.7940604374303°N,1.61531020078284°E 885 msnm                                                              |                                                      |                                    | Modifica les dades a Wikidata |
|        | Can Jordi                      | Castelltallat       | masia                      |                                          | 41° 47′ 25″ N, 1° 37′ 46″ E / 41.7902396191734°N,1.6294130849651°E 856 msnm                                                               |                                                      |                                    | Modifica les dades a Wikidata |
|        | Can Serra                      | Coaner              | masia                      |                                          | 41° 49′ 58″ N, 1° 42′ 49″ E / 41.8328416347972°N,1.71353933681606°E 879 msnm                                                              |                                                      |                                    | Modifica les dades a Wikidata |
|        | Can Serra de Breners           | Castelltallat       | masia                      | Estil: arquitectura popular 17th century | 41° 48′ 19″ N, 1° 35′ 32″ E / 41.80515°N,1.592247°E ca:A mig camí entre Castelltallat i Salo 746 msnm                                     | bé integrant del patrimoni cultural català           | Can Serra de Breners               | Modifica les dades a Wikidata |
|        | Can Susanna                    | Salo                | masia                      |                                          | 41° 51′ 07″ N, 1° 39′ 15″ E / 41.8518865934851°N,1.65423843473711°E 573 msnm                                                              |                                                      |                                    | Modifica les dades a Wikidata |
|        | Caseta de Sant Jaume           | Castelltallat       | masia                      | Estat: ruïnós                            | 41° 46′ 21″ N, 1° 35′ 37″ E / 41.7724609748221°N,1.59369703117295°E ca:Demarcació de Castelltallat 851 msnm                               |                                                      |                                    | Modifica les dades a Wikidata |
|        | Casulls                        | Castelltallat       | masia                      | 19th century Estat: ruïnós               | 41° 46′ 56″ N, 1° 37′ 29″ E / 41.782088139481°N,1.62485760520844°E ca:Demarcació de Castelltallat 851 msnm                                |                                                      |                                    | Modifica les dades a Wikidata |
|        | Claret de la Serra             | Salo                | masia                      |                                          | 41° 51′ 44″ N, 1° 39′ 40″ E / 41.8622348342819°N,1.66114203867051°E ca:Demarcació de Salo 600 msnm                                        |                                                      | Claret de la Serra                 | Modifica les dades a Wikidata |
|        | Comallonga                     | Sant Mateu de Bages | masia                      |                                          | 41° 47′ 46″ N, 1° 42′ 16″ E / 41.795984536006°N,1.70457575746611°E ca:Demarcació de Sant Mateu de Bages 641 msnm                          |                                                      |                                    | Modifica les dades a Wikidata |
|        | Duarri                         | Salo                | masia                      |                                          | 41° 50′ 31″ N, 1° 40′ 15″ E / 41.841864898998°N,1.67070866634115°E ca:Demarcació de Mejà 405 msnm                                         |                                                      |                                    | Modifica les dades a Wikidata |
|        | Figuera                        | Castelltallat       | masia                      | Estil: arquitectura popular 15th century | 41° 48′ 38″ N, 1° 41′ 21″ E / 41.810521°N,1.689062°E ca:Demarcació de Sant Mateu de Bages 692 msnm                                        | bé integrant del patrimoni cultural català           | Figuera (Castelltallat)            | Modifica les dades a Wikidata |
|        | Fontanet                       | Sant Mateu de Bages | masia                      |                                          | 41° 47′ 29″ N, 1° 43′ 15″ E / 41.791326102001°N,1.7207333952228°E 465 msnm                                                                |                                                      |                                    | Modifica les dades a Wikidata |
|        | Fontfreda                      | Coaner              | masia                      |                                          | 41° 49′ 32″ N, 1° 39′ 31″ E / 41.8255466936375°N,1.65847497200413°E ca:Demarcació de Claret dels Cavallers 525 msnm                       |                                                      |                                    | Modifica les dades a Wikidata |
|        | Gibergues                      | Valls de Torroella  | masia                      |                                          | 41° 50′ 59″ N, 1° 43′ 17″ E / 41.8496802671091°N,1.72126079284299°E ca:Valls de Torroella, s/n. Demarcació de Valls de Torroella 323 msnm |                                                      |                                    | Modifica les dades a Wikidata |
|        | Gibergues de Dalt              | Valls de Torroella  | masia                      |                                          | 41° 51′ 01″ N, 1° 43′ 29″ E / 41.8503480934452°N,1.72462042830489°E ca:Demarcació de Valls de Torroella 369 msnm                          |                                                      |                                    | Modifica les dades a Wikidata |
|        | Goberna                        | Castelltallat       | masia                      |                                          | 41° 47′ 29″ N, 1° 37′ 01″ E / 41.7913946796457°N,1.6168238300309°E 904 msnm                                                               |                                                      |                                    | Modifica les dades a Wikidata |
|        | Gobianes                       | Coaner              | masia                      | Estat: ruïnós                            | 41° 50′ 00″ N, 1° 41′ 19″ E / 41.83329463634°N,1.6885864191472°E 443 msnm                                                                 |                                                      |                                    | Modifica les dades a Wikidata |
|        | Gotzems                        | Coaner              | masia                      | Estat: ruïnós                            | 41° 49′ 10″ N, 1° 40′ 40″ E / 41.8195120542876°N,1.67787761944417°E ca:Demarcació de Sant Mateu de Bages 714 msnm                         |                                                      |                                    | Modifica les dades a Wikidata |
|        | Guardiola                      | Sant Mateu de Bages | masia                      |                                          | 41° 47′ 19″ N, 1° 44′ 56″ E / 41.7885759502836°N,1.74880779350405°E 462 msnm                                                              |                                                      |                                    | Modifica les dades a Wikidata |
|        | Horta                          | Salo                | masia                      |                                          | 41° 51′ 29″ N, 1° 41′ 01″ E / 41.8579991037262°N,1.68350644742743°E 569 msnm                                                              |                                                      |                                    | Modifica les dades a Wikidata |
|        | Llobatones                     | Castelltallat       | masia                      | Estat: enderrocat o destruït             | 41° 46′ 48″ N, 1° 36′ 30″ E / 41.7799333692798°N,1.60822597696921°E 861 msnm                                                              |                                                      |                                    | Modifica les dades a Wikidata |
|        | Mariquit                       | Sant Mateu de Bages | masia                      |                                          | 41° 48′ 04″ N, 1° 44′ 09″ E / 41.8011414207905°N,1.73574395509531°E 557 msnm                                                              |                                                      |                                    | Modifica les dades a Wikidata |
|        | Mitja Costa                    | Castelltallat       | masia                      |                                          | 41° 46′ 50″ N, 1° 39′ 16″ E / 41.7805825679208°N,1.65439490804097°E 706 msnm                                                              |                                                      |                                    | Modifica les dades a Wikidata |
|        | Otgers                         | Castelltallat       | masia                      | Estat: ruïnós                            | 41° 48′ 30″ N, 1° 36′ 33″ E / 41.808235211676°N,1.60920251160853°E 676 msnm                                                               |                                                      |                                    | Modifica les dades a Wikidata |
|        | Pedrafita                      | Salo                | masia                      |                                          | 41° 52′ 08″ N, 1° 38′ 36″ E / 41.868794444252°N,1.643277749239°E ca:Demarcació de Salo 631 msnm                                           |                                                      |                                    | Modifica les dades a Wikidata |
|        | Perabalda                      | Sant Mateu de Bages | masia                      | Estat: ruïnós                            | 41° 47′ 08″ N, 1° 35′ 58″ E / 41.78557889°N,1.59948611°E 755 msnm                                                                         |                                                      |                                    | Modifica les dades a Wikidata |
|        | Puigdellívol                   | Castelltallat       | masia                      |                                          | 41° 48′ 00″ N, 1° 40′ 07″ E / 41.8000503372747°N,1.66867247340287°E ca:Demarcació de Castelltallat 792 msnm                               |                                                      | Puigdellívol                       | Modifica les dades a Wikidata |
|        | Puiggròs                       | Castelltallat       | masia                      | Estat: ruïnós                            | 41° 49′ 02″ N, 1° 40′ 11″ E / 41.8173459363107°N,1.6696868265002°E ca:Demarcació de Sant Mateu de Bages 824 msnm                          |                                                      |                                    | Modifica les dades a Wikidata |
|        | Quius                          | Salo                | masia                      |                                          | 41° 50′ 19″ N, 1° 38′ 01″ E / 41.8385373524215°N,1.63352559962139°E ca:Demarcació de Salo 561 msnm                                        |                                                      |                                    | Modifica les dades a Wikidata |
|        | Roquerols                      | Salo                | masia                      |                                          | 41° 50′ 33″ N, 1° 37′ 59″ E / 41.842553539026°N,1.6329922062809°E 481 msnm                                                                |                                                      |                                    | Modifica les dades a Wikidata |
|        | Serramorena                    | Salo                | masia                      |                                          | 41° 51′ 16″ N, 1° 40′ 17″ E / 41.8544717814242°N,1.67127885375059°E 587 msnm                                                              |                                                      |                                    | Modifica les dades a Wikidata |
|        | Soldevila                      | Castelltallat       | masia                      |                                          | 41° 47′ 35″ N, 1° 38′ 02″ E / 41.7929308084718°N,1.63379680541229°E ca:Demarcació de Castelltallat 844 msnm                               |                                                      |                                    | Modifica les dades a Wikidata |
|        | Solsonet                       | Salo                | masia                      | 1765                                     | 41° 50′ 58″ N, 1° 38′ 03″ E / 41.8494077695338°N,1.63423382964963°E ca:Demarcació de Salo 550 msnm                                        |                                                      |                                    | Modifica les dades a Wikidata |
|        | Sossiats                       | Sant Mateu de Bages | masia                      |                                          | 41° 48′ 37″ N, 1° 42′ 01″ E / 41.8103363567519°N,1.70015733035924°E 691 msnm                                                              |                                                      |                                    | Modifica les dades a Wikidata |
|        | Tornamira                      | Castelltallat       | masia                      | Estat: enderrocat o destruït             | 41° 48′ 06″ N, 1° 36′ 55″ E / 41.8016085491377°N,1.61535230884898°E ca:Demarcació de Castelltallat 806 msnm                               |                                                      |                                    | Modifica les dades a Wikidata |
|        | Torrentbò                      | Castelltallat       | masia                      | Estat: ruïnós                            | 41° 46′ 22″ N, 1° 36′ 22″ E / 41.7728654194526°N,1.60618904969242°E 660 msnm                                                              |                                                      |                                    | Modifica les dades a Wikidata |
|        | Torreta de la Feixa            | Coaner              | masia                      |                                          | 41° 50′ 31″ N, 1° 42′ 16″ E / 41.8418978226986°N,1.70432446783465°E 365 msnm                                                              |                                                      |                                    | Modifica les dades a Wikidata |
|        | Torribalta                     | Coaner              | masia                      | Estat: ruïnós                            | 41° 49′ 50″ N, 1° 39′ 55″ E / 41.8306244145142°N,1.66525723470687°E ca:Demarcació de Claret dels Cavallers 553 msnm                       |                                                      |                                    | Modifica les dades a Wikidata |
|        | Valentines                     | Coaner              | masia                      |                                          | 41° 48′ 28″ N, 1° 37′ 17″ E / 41.807716307067°N,1.62144450031818°E ca:Demarcació de Castelltallat 696 msnm                                |                                                      |                                    | Modifica les dades a Wikidata |
|        | Vallverdú                      | Castelltallat       | masia                      | 19th century Estat: ruïnós               | 41° 48′ 47″ N, 1° 39′ 46″ E / 41.813°N,1.662719°E ca:Demarcació de Sant Mateu de Bages 706 msnm                                           |                                                      |                                    | Modifica les dades a Wikidata |
|        | Vicenç                         | Sant Mateu de Bages | masia                      |                                          | 41° 47′ 54″ N, 1° 43′ 50″ E / 41.7982205638884°N,1.73060163055861°E                                                                       |                                                      |                                    | Modifica les dades a Wikidata |
|        | Vilalta                        | Castelltallat       | masia                      |                                          | 41° 47′ 53″ N, 1° 40′ 30″ E / 41.7979338938441°N,1.6749150066518°E ca:Demarcació de Castelltallat 770 msnm                                |                                                      |                                    | Modifica les dades a Wikidata |
|        | Xarrell                        | Sant Mateu de Bages | masia                      |                                          | 41° 48′ 04″ N, 1° 44′ 11″ E / 41.8010858031212°N,1.73641911922901°E 554 msnm                                                              |                                                      |                                    | Modifica les dades a Wikidata |
|        | el Castellot                   | Sant Mateu de Bages | masia casa forta           | 14th century                             | 41° 47′ 51″ N, 1° 38′ 03″ E / 41.79751°N,1.634284°E ca:Al nord-est del nucli de Castelltallat 875 msnm                                    | bé d'interès cultural bé cultural d'interès nacional | El Castellot (Sant Mateu de Bages) | Modifica les dades a Wikidata |
|        | el Corral                      | Valls de Torroella  | masia                      |                                          | 41° 50′ 37″ N, 1° 42′ 50″ E / 41.8437355368246°N,1.7139715330421°E ca:Demarcació de Valls de Torroella 336 msnm                           |                                                      |                                    | Modifica les dades a Wikidata |
|        | el Giró                        | Castelltallat       | masia                      | Estat: enderrocat o destruït             | 41° 47′ 07″ N, 1° 39′ 37″ E / 41.7852617962095°N,1.6601937030879°E 777 msnm                                                               |                                                      |                                    | Modifica les dades a Wikidata |
|        | el Mas                         | Castelltallat       | masia                      | Estil: arquitectura popular 19th century | 41° 47′ 59″ N, 1° 36′ 39″ E / 41.799717°N,1.610836°E ca:A 500 m de la creu de terme de Castelltallat 805 msnm                             | bé integrant del patrimoni cultural català           | El Mas (Sant Mateu de Bages)       | Modifica les dades a Wikidata |
|        | el Prat                        | Sant Mateu de Bages | masia                      |                                          | 41° 47′ 42″ N, 1° 42′ 38″ E / 41.7950433025916°N,1.71057652179832°E ca:Demarcació de Sant Mateu de Bages 587 msnm                         |                                                      |                                    | Modifica les dades a Wikidata |
|        | el Prat Nou                    | Sant Mateu de Bages | masia                      |                                          | 41° 47′ 39″ N, 1° 42′ 41″ E / 41.7941521493567°N,1.71142484670903°E 573 msnm                                                              |                                                      |                                    | Modifica les dades a Wikidata |
|        | el Semis de Coaner             | Coaner              | masia                      | Estil: arquitectura popular 12nd century | 41° 49′ 48″ N, 1° 40′ 40″ E / 41.829919°N,1.677803°E 472 msnm                                                                             | bé integrant del patrimoni cultural català           | El Semis de Coaner                 | Modifica les dades a Wikidata |
|        | el Sitjar                      | Sant Mateu de Bages | masia                      |                                          | 41° 47′ 56″ N, 1° 42′ 21″ E / 41.7988884688839°N,1.70570888540743°E ca:Demarcació de Sant Mateu de Bages 648 msnm                         |                                                      |                                    | Modifica les dades a Wikidata |
|        | el Soler Nou                   | Coaner              | masia                      | Estat: ruïnós                            | 41° 49′ 34″ N, 1° 42′ 35″ E / 41.8260703170106°N,1.70967709566877°E ca:Demarcació de Coaner 604 msnm                                      |                                                      |                                    | Modifica les dades a Wikidata |
|        | el Suretot                     | Coaner              | masia                      | Estat: ruïnós                            | 41° 49′ 07″ N, 1° 42′ 59″ E / 41.8186874296819°N,1.71633911508205°E 625 msnm                                                              |                                                      |                                    | Modifica les dades a Wikidata |
|        | l'Agustí                       | Sant Mateu de Bages | masia                      |                                          | 41° 47′ 55″ N, 1° 43′ 48″ E / 41.7986187280876°N,1.72995583670415°E 565 msnm                                                              |                                                      |                                    | Modifica les dades a Wikidata |
|        | l'Oriol                        | Salo                | masia                      |                                          | 41° 50′ 03″ N, 1° 38′ 43″ E / 41.8340837717138°N,1.6453262510594°E 562 msnm                                                               |                                                      |                                    | Modifica les dades a Wikidata |
|        | la Botiga                      | Sant Mateu de Bages | masia                      | 1914                                     | 41° 47′ 46″ N, 1° 43′ 55″ E / 41.7959757834662°N,1.73204211164188°E ca:Pla de Sant Mateu 560 msnm                                         |                                                      |                                    | Modifica les dades a Wikidata |
|        | la Cabana                      | Castelltallat       | masia                      |                                          | 41° 49′ 08″ N, 1° 37′ 04″ E / 41.8187607281489°N,1.61788451577179°E ca:Demarcació de Castelltallat 738 msnm                               |                                                      |                                    | Modifica les dades a Wikidata |
|        | la Casanova                    | Castelltallat       | masia                      |                                          | 41° 47′ 44″ N, 1° 37′ 50″ E / 41.7955211226187°N,1.630468027431°E 852 msnm                                                                |                                                      |                                    | Modifica les dades a Wikidata |
|        | la Casanova del Ferreric       | Salo                | masia                      | Estat: ruïnós                            | 41° 50′ 50″ N, 1° 40′ 25″ E / 41.8471417119553°N,1.67373126917464°E 569 msnm                                                              |                                                      |                                    | Modifica les dades a Wikidata |
|        | la Casanova del Prat           | Sant Mateu de Bages | masia                      |                                          | 41° 47′ 22″ N, 1° 42′ 55″ E / 41.7894862133488°N,1.71540554454965°E 547 msnm                                                              |                                                      |                                    | Modifica les dades a Wikidata |
|        | la Caseta                      | Salo                | masia                      |                                          | 41° 51′ 23″ N, 1° 39′ 08″ E / 41.8562674299784°N,1.65224311228545°E 570 msnm                                                              |                                                      |                                    | Modifica les dades a Wikidata |
|        | la Fenal                       | Sant Mateu de Bages | masia                      |                                          | 41° 47′ 48″ N, 1° 45′ 17″ E / 41.7967201197226°N,1.75479986033769°E 465 msnm                                                              |                                                      |                                    | Modifica les dades a Wikidata |
|        | la Portella                    | Sant Mateu de Bages | masia                      |                                          | 41° 47′ 48″ N, 1° 45′ 18″ E / 41.796545°N,1.75488°E 463 msnm                                                                              |                                                      |                                    | Modifica les dades a Wikidata |
|        | la Rabassa                     | Sant Mateu de Bages | masia                      |                                          | 41° 48′ 49″ N, 1° 42′ 21″ E / 41.813675860067°N,1.7058416414273°E ca:Sant Mateu de Bages 703 msnm                                         |                                                      |                                    | Modifica les dades a Wikidata |
|        | la Rabassola                   | Sant Mateu de Bages | masia                      |                                          | 41° 48′ 38″ N, 1° 42′ 46″ E / 41.8104887692139°N,1.71289121751186°E ca:Sant Mateu de Bages 611 msnm                                       |                                                      |                                    | Modifica les dades a Wikidata |
|        | la Ribera                      | Valls de Torroella  | masia                      |                                          | 41° 50′ 05″ N, 1° 44′ 04″ E / 41.834708444756°N,1.7343215249047°E 318 msnm                                                                |                                                      |                                    | Modifica les dades a Wikidata |
|        | la Riera                       | Salo                | masia                      |                                          | 41° 50′ 30″ N, 1° 40′ 26″ E / 41.8417494100105°N,1.67396308970802°E 392 msnm                                                              |                                                      |                                    | Modifica les dades a Wikidata |
|        | la Roca                        | Coaner              | masia                      | Estat: ruïnós                            | 41° 49′ 56″ N, 1° 42′ 28″ E / 41.8321915861824°N,1.70778385714821°E 488 msnm                                                              |                                                      |                                    | Modifica les dades a Wikidata |
|        | la Rovira                      | Castelltallat       | masia                      |                                          | 41° 49′ 01″ N, 1° 41′ 07″ E / 41.817045269446°N,1.6853060857884°E 657 msnm                                                                |                                                      |                                    | Modifica les dades a Wikidata |
|        | la Sala                        | Sant Mateu de Bages | masia casa forta           | 12nd century                             | 41° 49′ 06″ N, 1° 43′ 45″ E / 41.818268°N,1.729154°E ca:Demarcació de Sant Mateu de Bages 576 msnm                                        | bé d'interès cultural bé cultural d'interès nacional | La Sala (Sant Mateu de Bages)      | Modifica les dades a Wikidata |
|        | la Vena                        | Coaner              | masia                      |                                          | 41° 49′ 45″ N, 1° 38′ 10″ E / 41.8292916216579°N,1.63614276098607°E 672 msnm                                                              |                                                      |                                    | Modifica les dades a Wikidata |
|        | la Vila                        | Castelltallat       | masia                      |                                          | 41° 47′ 44″ N, 1° 39′ 25″ E / 41.7956088837115°N,1.65696921439915°E ca:Demarcació de Castelltallat 818 msnm                               |                                                      |                                    | Modifica les dades a Wikidata |
|        | les Cases (Valls de Torroella) | Sant Mateu de Bages | masia                      |                                          | 41° 50′ 45″ N, 1° 43′ 27″ E / 41.84581°N,1.72429°E ca:Demarcació de Valls de Torroella                                                    |                                                      |                                    | Modifica les dades a Wikidata |
|        | les Corts de Biosca            | Castelltallat       | masia                      |                                          | 41° 46′ 46″ N, 1° 37′ 03″ E / 41.7794722222°N,1.61754444444°E 831 msnm                                                                    |                                                      |                                    | Modifica les dades a Wikidata |
|        | les Feixes de Coaner           | Coaner              | masia                      | Estil: arquitectura popular 12nd century | 41° 50′ 30″ N, 1° 41′ 19″ E / 41.84172°N,1.688596°E ca:Ctra. de Saló, km 4 416 msnm                                                       | bé integrant del patrimoni cultural català           | Les Feixes de Coaner               | Modifica les dades a Wikidata |
|        | les Planes                     | Sant Mateu de Bages | masia                      | Estil: arquitectura popular 16th century | 41° 48′ 00″ N, 1° 44′ 31″ E / 41.800122°N,1.741998°E ca:Ctra. Sant Mateu, km 5 509 msnm                                                   | bé integrant del patrimoni cultural català           |                                    | Modifica les dades a Wikidata |
|        | les Selves                     | Castelltallat       | masia                      |                                          | 41° 47′ 19″ N, 1° 37′ 55″ E / 41.7885674744348°N,1.63193986584589°E 842 msnm                                                              |                                                      |                                    | Modifica les dades a Wikidata |
|        | les Òlibes                     | Castelltallat       | masia                      | 19th century                             | 41° 48′ 19″ N, 1° 41′ 45″ E / 41.8051610060554°N,1.69569966239807°E ca:Demarcació de Sant Mateu 702 msnm                                  |                                                      |                                    | Modifica les dades a Wikidata |

## molí d'aigua
| imatge | Nom                | Ubicat a            | instància de | Detalls | coordenades                                                                                         | Protecció | Commons (més fotos) | Dades a WD                    |
| ------ | ------------------ | ------------------- | ------------ | ------- | --------------------------------------------------------------------------------------------------- | --------- | ------------------- | ----------------------------- |
|        | Molí de Salo       | Salo                | molí d'aigua |         | 41° 50′ 49″ N, 1° 38′ 50″ E / 41.8468311193441°N,1.64710505657258°E ca:Demarcació de Salo 442 msnm  |           | Molí de Salo        | Modifica les dades a Wikidata |
|        | Molí de les Feixes | Salo                | molí d'aigua |         | 41° 50′ 34″ N, 1° 41′ 23″ E / 41.8428136053837°N,1.68977998685164°E 365 msnm                        |           |                     | Modifica les dades a Wikidata |
|        | Molí del Carner    | Sant Mateu de Bages | molí d'aigua | 1777    | 41° 46′ 54″ N, 1° 43′ 23″ E / 41.7817089094735°N,1.72308164462916°E ca:Sant Mateu de Bages 408 msnm |           |                     | Modifica les dades a Wikidata |

## muntanya
| imatge | Nom                       | Ubicat a                  | instància de | Detalls | coordenades                                                       | Protecció | Commons (més fotos)                | Dades a WD                    |
| ------ | ------------------------- | ------------------------- | ------------ | ------- | ----------------------------------------------------------------- | --------- | ---------------------------------- | ----------------------------- |
|        | Goberna                   | Sant Mateu de Bages       | muntanya     |         | 41° 47′ 36″ N, 1° 36′ 39″ E / 41.7933°N,1.61083°E 917 msnm        |           | Goberna (Sant Mateu de Bages)      | Modifica les dades a Wikidata |
|        | Puig Gros                 | Sant Mateu de Bages       | muntanya     |         | 41° 49′ 03″ N, 1° 40′ 09″ E / 41.8174°N,1.66905°E 824 msnm        |           |                                    | Modifica les dades a Wikidata |
|        | Puig d'Aubesa             | Navàs Sant Mateu de Bages | muntanya     |         | 41° 51′ 07″ N, 1° 41′ 49″ E / 41.85189278°N,1.69694722°E 583 msnm |           |                                    | Modifica les dades a Wikidata |
|        | Puig de la Creu Escapçada | Sant Mateu de Bages       | muntanya     |         | 41° 48′ 38″ N, 1° 40′ 23″ E / 41.8105°N,1.6731°E 877 msnm         |           |                                    | Modifica les dades a Wikidata |
|        | Puigdellívol              | Sant Mateu de Bages       | muntanya     |         | 41° 48′ 19″ N, 1° 39′ 35″ E / 41.80518889°N,1.65977778°E 899 msnm |           | Puigdellívol (Sant Mateu de Bages) | Modifica les dades a Wikidata |
|        | Serrat de Vallverdú       | Sant Mateu de Bages       | muntanya     |         | 41° 48′ 55″ N, 1° 39′ 27″ E / 41.81528611°N,1.65744444°E 764 msnm |           |                                    | Modifica les dades a Wikidata |
|        | Tossal del Coix           | Sant Mateu de Bages       | muntanya     |         | 41° 48′ 53″ N, 1° 39′ 47″ E / 41.8148°N,1.66314°E 635 msnm        |           |                                    | Modifica les dades a Wikidata |
|        | el Pujolet                | Sant Mateu de Bages       | muntanya     |         | 41° 47′ 58″ N, 1° 40′ 50″ E / 41.7995°N,1.68057°E 731 msnm        |           |                                    | Modifica les dades a Wikidata |
|        | el Putxó                  | Sant Mateu de Bages       | muntanya     |         | 41° 47′ 28″ N, 1° 44′ 01″ E / 41.7912°N,1.73349°E 598 msnm        |           | El Putxó                           | Modifica les dades a Wikidata |
|        | els Tres Tossals          | Sant Mateu de Bages       | muntanya     |         | 41° 50′ 44″ N, 1° 43′ 45″ E / 41.84559722°N,1.72915278°E 457 msnm |           |                                    | Modifica les dades a Wikidata |

## pont
| imatge | Nom                                      | Ubicat a            | instància de | Detalls                       | coordenades | Protecció | Commons (més fotos) | Dades a WD                    |
| ------ | ---------------------------------------- | ------------------- | ------------ | ----------------------------- | --- | --------- | ------------------- | ----------------------------- |
|        | Pont de Valls de Torroella (palanca)     | Sant Mateu de Bages | pont         | 1933 Estat: bon estat         | 41° 50′ 51″ N, 1° 43′ 16″ E / 41.84756°N,1.72105°E ca:Colònia Valls de Torroella. Demarcació de Valls de Torroella 316 msnm           |           |                     | Modifica les dades a Wikidata |
|        | Pont de Valls de la Carretera de Salo    | Sant Mateu de Bages | pont         | 1909 Estat: bon estat         | 41° 50′ 45″ N, 1° 43′ 12″ E / 41.84591°N,1.71991°E ca:Carretera de Salo (BV-3002), km. 0,2. Demarcació de Valls de Torroella 319 msnm |           |                     | Modifica les dades a Wikidata |
|        | Pont de les Dues Aigües                  | Sant Mateu de Bages | pont         | 20th century Estat: bon estat | 41° 50′ 38″ N, 1° 37′ 51″ E / 41.84382°N,1.63078°E ca:Carretera de Salo (BV-3002), km. 10,4. Demarcació de Salo 485 msnm              |           |                     | Modifica les dades a Wikidata |
|        | Pont del Cementiri de Valls de Torroella | Sant Mateu de Bages | pont         | 20th century Estat: bon estat | 41° 50′ 40″ N, 1° 42′ 59″ E / 41.84436°N,1.71645°E ca:Demarcació de Valls de Torroella 318 msnm                                       |           |                     | Modifica les dades a Wikidata |

## serra
| imatge | Nom                    | Ubicat a                       | instància de                                        | Detalls                       | coordenades                                                       | Protecció | Commons (més fotos)    | Dades a WD                    |
| ------ | ---------------------- | ------------------------------ | --------------------------------------------------- | ----------------------------- | ----------------------------------------------------------------- | --------- | ---------------------- | ----------------------------- |
|        | Serra de Castelltallat | Sant Mateu de Bages Súria      | serra àrea protegida Pla d'Espais d'Interès Natural | 1992 Superfície: 4978.31975ha | 41° 48′ 19″ N, 1° 39′ 35″ E / 41.805201°N,1.659856°E 938 msnm     |           | Serra de Castelltallat | Modifica les dades a Wikidata |
|        | Serra de Torribalta    | Sant Mateu de Bages            | serra                                               |                               | 41° 50′ 06″ N, 1° 40′ 59″ E / 41.8351°N,1.68312°E 572 msnm        |           |                        | Modifica les dades a Wikidata |
|        | Serra de cal Marc      | Pinós Sant Mateu de Bages      | serra                                               |                               | 41° 49′ 02″ N, 1° 36′ 25″ E / 41.8172°N,1.60705°E 764 msnm        |           |                        | Modifica les dades a Wikidata |
|        | Serra de la Sala       | Sant Mateu de Bages Súria      | serra                                               |                               | 41° 49′ 24″ N, 1° 43′ 32″ E / 41.82326944°N,1.72545278°E 697 msnm |           |                        | Modifica les dades a Wikidata |
|        | Serra de les Garrigues | Sant Mateu de Bages Navàs      | serra                                               |                               | 41° 51′ 54″ N, 1° 40′ 24″ E / 41.8651°N,1.67339°E 615 msnm        |           |                        | Modifica les dades a Wikidata |
|        | Serra de les Olives    | Sant Mateu de Bages            | serra                                               |                               | 41° 48′ 01″ N, 1° 40′ 41″ E / 41.80028472°N,1.67806111°E 837 msnm |           |                        | Modifica les dades a Wikidata |
|        | Serra del Pal          | la Molsosa Sant Mateu de Bages | serra                                               | Llarg: 4.9km                  | 41° 47′ 16″ N, 1° 34′ 55″ E / 41.78790556°N,1.58196667°E 917 msnm |           |                        | Modifica les dades a Wikidata |
|        | Serrat de Llobatones   | Sant Mateu de Bages            | serra                                               |                               | 41° 46′ 33″ N, 1° 36′ 41″ E / 41.775925°N,1.61137222°E 887 msnm   |           |                        | Modifica les dades a Wikidata |
|        | Serrat de Penyores     | Sant Mateu de Bages            | serra                                               |                               | 41° 48′ 17″ N, 1° 42′ 28″ E / 41.80469167°N,1.70775°E 688 msnm    |           |                        | Modifica les dades a Wikidata |
|        | Serrat de l'Àliga      | Sant Mateu de Bages            | serra                                               |                               | 41° 48′ 30″ N, 1° 38′ 27″ E / 41.80846111°N,1.640925°E 828 msnm   |           |                        | Modifica les dades a Wikidata |

## vèrtex geodèsic
| imatge | Nom            | Ubicat a            | instància de    | Detalls   | coordenades                                                       | Protecció | Commons (més fotos) | Dades a WD                    |
| ------ | -------------- | ------------------- | --------------- | --------- | ----------------------------------------------------------------- | --------- | ------------------- | ----------------------------- |
|        | El Putnxot     | Sant Mateu de Bages | vèrtex geodèsic | Alt: 1.2m | 41° 47′ 28″ N, 1° 44′ 01″ E / 41.791019°N,1.733693°E 599.752 msnm |           |                     | Modifica les dades a Wikidata |
|        | Goberna        | Sant Mateu de Bages | vèrtex geodèsic | Alt: 1.2m | 41° 47′ 36″ N, 1° 36′ 40″ E / 41.793287°N,1.611049°E 921.319 msnm |           |                     | Modifica les dades a Wikidata |
|        | Puig de Llivol | Sant Mateu de Bages | vèrtex geodèsic | Alt: 1.2m | 41° 48′ 19″ N, 1° 39′ 35″ E / 41.805177°N,1.659729°E 903.541 msnm |           |                     | Modifica les dades a Wikidata |

## Misc
| imatge | Nom                                                     | Ubicat a            | instància de            | Detalls                                  | coordenades | Protecció                                  | Commons (més fotos)                     | Dades a WD                    |
| ------ | ------------------------------------------------------- | ------------------- | ----------------------- | ---------------------------------------- | --- | ------------------------------------------ | --------------------------------------- | ----------------------------- |
|        | Colònia Valls                                           | Valls de Torroella  | colònia industrial      | Estil: arquitectura popular 20th century | 41° 50′ 49″ N, 1° 43′ 13″ E / 41.847029°N,1.72035°E ca:Valls de Torroella 500 msnm                                 | bé integrant del patrimoni cultural català | Colònia Valls                           | Modifica les dades a Wikidata |
|        | Creu de la Santa Missió                                 | Valls de Torroella  | creu de la Santa Missió |                                          | 41° 50′ 07″ N, 1° 43′ 58″ E / 41.8353986329022°N,1.73290208756191°E 300 msnm                                       |                                            |                                         | Modifica les dades a Wikidata |
|        | Creu del Rector de Coaner                               | Coaner              | creu tomba              | 1822                                     | 41° 48′ 59″ N, 1° 42′ 57″ E / 41.816379°N,1.715929°E ca:Demarcació de Sant Mateu de Bages 670 msnm                 |                                            |                                         | Modifica les dades a Wikidata |
|        | Jardins de la Pèrgola                                   | Sant Mateu de Bages |                         | 1969                                     | 41° 50′ 52″ N, 1° 43′ 11″ E / 41.84779°N,1.71982°E ca:Colònia Valls de Torroella. Demarcació de Valls de Torroella |                                            |                                         | Modifica les dades a Wikidata |
|        | Observatori Astronòmic de Castelltallat                 | Sant Mateu de Bages | observatori astronòmic  |                                          | 41° 47′ 38″ N, 1° 37′ 57″ E / 41.793932°N,1.632386°E 878 msnm                                                      |                                            | Observatori Astronòmic de Castelltallat | Modifica les dades a Wikidata |
|        | Pou de gel de la Masia de les Feixes                    | Sant Mateu de Bages | pou de neu              | Estil: arquitectura popular              | | bé integrant del patrimoni cultural català |                                         | Modifica les dades a Wikidata |
|        | Viver de Biosca                                         | Castelltallat       | bassa                   | 1900                                     | 41° 46′ 44″ N, 1° 36′ 58″ E / 41.7789037482101°N,1.61618986369388°E ca:Masia de Biosca 818 msnm                    |                                            |                                         | Modifica les dades a Wikidata |
|        | cabana del Bosc                                         | Coaner              | cabana                  | Estat: ruïnós                            | 41° 49′ 27″ N, 1° 40′ 48″ E / 41.8240752715501°N,1.67995115703797°E 547 msnm                                       |                                            |                                         | Modifica les dades a Wikidata |
|        | casa consistorial de Sant Mateu de Bages                | Sant Mateu de Bages | casa consistorial       |                                          | 41° 47′ 48″ N, 1° 43′ 57″ E / 41.796749505194704°N,1.7325697045955122°E                                            |                                            |                                         | Modifica les dades a Wikidata |
|        | dolmen de Castelltallat                                 | Castelltallat       | dolmen                  |                                          | 41° 48′ 44″ N, 1° 40′ 43″ E / 41.81213°N,1.67861°E 835 msnm                                                        | bé integrant del patrimoni cultural català |                                         | Modifica les dades a Wikidata |
|        | xemeneia de la fàbrica de la colònia Valls de Torroella | Sant Mateu de Bages | xemeneia de fàbrica     | 20th century                             | 41° 50′ 48″ N, 1° 43′ 15″ E / 41.8467°N,1.72097°E ca:Colònia Valls de Torroella. Demarcació de Valls de Torroella  |                                            |                                         | Modifica les dades a Wikidata |